# Christa Steinle
Christa Steinle (geborene Lindner; * 8. September 1951 in Graz) ist eine österreichische Kunsthistorikerin und Autorin.

## Beruflicher Werdegang
1969 maturierte Steinle am Realgymnasium der Ursulinen in Graz. Ab 1970 studierte sie Kunstgeschichte, Romanische Philologie (französisch, italienisch) und Philosophie an der Karl-Franzens-Universität Graz und an der Università per Stranieri in Perugia. Ihre Dissertation schrieb sie über das graphische Frühwerk der Nazarener bei Wilfried Skreiner (1927–1994) und Heinrich Gerhard Franz. Nach ihrer Promotion (1977) war sie als wissenschaftliche Mitarbeiterin an der Neuen Galerie Graz tätig.
Seit 1993 war sie stellvertretende Leiterin, von 1998 bis 2011 Leiterin der Neuen Galerie. Seitdem ist sie in der Stabsstelle der Direktion des Universalmuseum Joanneum tätig. Steinle fungierte als Ausstellungskuratorin im In- und Ausland und legte zahlreiche Publikationen zur Kunst des 19. und 20. Jahrhunderts und zur Gegenwartskunst vor. Ferner war sie Leiterin der Ausstellung Phantom der Lust. Visionen des Masochismus in der Kunst anlässlich des Grazer Kulturhauptstadtjahres 2003 (mit Kurator Peter Weibel). 2003/04 war sie Österreichische Kommissärin für die 9. Internationale Kairo Biennale, 2005 Kuratorin der Ausstellung Religion, Macht, Kunst in der Schirn Kunsthalle Frankfurt (gemeinsam mit Rainer Metzger) und 2006 Kuratorin der Ausstellung Postmediale Kondition im Centro Cultural Conde Duque, Medialab Center Madrid (gemeinsam mit Elisabeth Fiedler). Von 2004 bis 2006 war Steinle außerdem Mitglied des österreichischen Kunstbeirats des Bundeskanzleramts. 
Im April 2016  berief der Bundesminister für Kunst und Kultur Christa Steinle zur Kommissarin für den österreichischen Pavillon auf der Biennale von Venedig 2017. Sie hat Brigitte Kowanz und Erwin Wurm ausgewählt, den Pavillon zu bespielen.

## Publikationen
- Hans Kupelwieser. Cantz, Ostfildern-Ruit 2004, ISBN 3-7757-1462-6.
- Fritz Panzer. Das Dilemma der Dinge in Malerei, Zeichnung und Skulptur. Ausstellungskatalog Neue Galerie Graz 2005, Bibliothek der Provinz, Weitra 2005, ISBN 3-85252-628-0.
- Erwin Bohatsch. Verläufe. Gradients. Cantz, Ostfildern-Ruit 2006, ISBN 3-7757-1713-7.
- Schmalix. Cantz, Ostfildern-Ruit 2007, ISBN 978-3-7757-1927-8.
- Viaggio in Italia. Italienische Kunst 1960 bis 1990 aus der Sammlung der Neuen Galerie und der VAF-Stiftung. Frankfurt am Main, 2008, ISBN 978-3-86560-489-7.
- Akzent Ungarn. Neue Galerie Graz am Landesmuseum Joanneum, Graz 2009, ISBN 978-3-902241-49-8.
- Neue Galerie Graz: Ein Film von Norbert Trummer. Weitra: Verl. Bibliothek der Provinz, Graz 2010, ISBN 978-3-902416-65-0.
- BRUSEUM, Ein Museum für Günter Brus. Hatje Cantz, Ostfildern, 2011, ISBN 978-3-7757-3262-8.
- Moderne: Selbstmord der Kunst. Hatje Cantz, Ostfildern 2011, ISBN 978-3775732604.
- The society of unlimited responsibility : art as social strategy. König, Köln 2012, ISBN 978-3-86335-014-7.
- Wilhelm Thöny. Im Sog der Moderne, Bielefeld 2013, ISBN 978-3866787964.
- Fritz Panzer. de Gruyter Verlag, Leipzig 2015, ISBN 978-3-85252-628-7.
- Norbertine Bresslern-Roth – Tiermalerin. Neue Galerie Graz, Universalmuseum Joanneum, Ausstellungskatalog, Graz: Leykam Buchverlag, 2016, ISBN 978-3-7011-8015-8.